# 飯田文彌
飯田 文彌（いいだ ぶんや、1928年（昭和3年）1月1日 - ）は、日本の歴史学者・郷土史家。山梨郷土研究会会員。

## 略歴
山梨県山梨市下神内川に生まれる。1952年（昭和27年）3月に中央大学法学部を卒業後、同年4月に山梨県の高等学校教員となり山梨県立山梨高等学校に配属される。
翌1954年4月には谷村高等学校教諭となり、菅沼英雄・手塚寿男らとクラブ活動としての郷土研究を行い、1957年（昭和32年）には『郡内機業発達史』として刊行する。なお、同年には甲斐史学会が立ち上げられており、飯田も会員として参加し機関紙『甲斐史学』に論考を発表している。以来、主に甲斐国近世期の経済産業史・百姓一揆や民衆生活史に関して研究を行う。
1969年（昭和44年）には佐藤森三・有泉貞夫と『山梨県議会史』、1973年（昭和48年）には磯貝正義とともに『山梨県の歴史』を刊行する。また、1990年7月から『山梨県史』編さん委員・近世部会会長、2004年7月から山梨県立博物館資料収集委員会委員を務める。

## 著作
- 『近世甲斐産業経済史の研究』国書刊行会、1982年
- 『近世甲斐の社会と暮らし』岩田書院、2014年